# Baojia
El baojia o pao-chia fue un sistema militar chino creado por Wang Anshi como parte integral de sus reformas entre 1069 y 1076. Diez familias se aglutinaban formando un jia y diez de estas formaban un bao de ahí su nombre.
Era de carácter meramente rural, eran entrenados constantemente y abastecidos de armamento, con la finalidad de reducir la dependencia gubernamental de funcionarios. Tenían la potestad de impartir justicia ya que si un miembro de un bao cometía un crimen este estaba sujeto a ser castigado por los demás miembros de su bao. También tenían función tributaria, siendo los ancianos los que evaluaban la hacienda de los aldeanos de su bao por ende determinaban la cantidad a tributar de cada uno. Este sistema desapareció rápidamente, pero fue retomado en el siglo XIX para ayudar a la causa de la Rebelión Taiping y más tarde en el siglo XX fue aplicado por el Partido Comunista de China y el Kuomintang.